# Brooks County (Texas)
Das Brooks County ist ein County im Bundesstaat Texas der Vereinigten Staaten. Das U.S. Census Bureau hat bei der Volkszählung 2020 eine Einwohnerzahl von 7.076 ermittelt. Der Sitz der County-Verwaltung (County Seat) befindet sich in Falfurrias.

## Geographie
Das County liegt südsüdöstlich des geographischen Zentrums von Texas, etwa 70 km nördlich der Grenze zu Mexiko und 60 km westlich vom Golf von Mexiko. Es hat eine Fläche von 2444 Quadratkilometern, wovon 1 Quadratkilometer Wasserfläche ist. Es grenzt im Uhrzeigersinn an folgende Countys: Jim Wells County, Kleberg County, Kenedy County, Hidalgo County, Starr County, Jim Hogg County und Duval County.

## Geschichte
Brooks County wurde am 11. März 1911 aus Teilen des Starr County gebildet und die Verwaltungsorganisation im folgenden Jahr abgeschlossen. Benannt wurde es nach John Abijah Brooks (1855–1944), einem Texas Ranger und Abgeordneten im Repräsentantenhaus von Texas.
Ein Bauwerke des Countys ist im National Register of Historic Places (NRHP) eingetragen (Stand 2. Oktober 2018), das Brooks County Courthouse.

## Demografische Daten

Alterspyramide des Brooks Countys (Stand: 2000)

Nach der Volkszählung im Jahr 2000 lebten im Brooks County 7.976 Menschen in 2.711 Haushalten und 2.079 Familien. Die Bevölkerungsdichte betrug 3 Einwohner pro Quadratkilometer. Ethnisch betrachtet setzte sich die Bevölkerung zusammen aus 75,84 Prozent Weißen, 0,19 Prozent Afroamerikanern, 0,46 Prozent amerikanischen Ureinwohnern, 0,09 Prozent Asiaten, 0,08 Prozent Bewohnern aus dem pazifischen Inselraum und 21,58 Prozent aus anderen ethnischen Gruppen; 1,77 Prozent stammten von zwei oder mehr Ethnien ab. 91,57 Prozent der Einwohner waren spanischer oder lateinamerikanischer Abstammung.
Von den 2.711 Haushalten hatten 38,9 Prozent Kinder oder Jugendliche, die mit ihnen zusammen lebten. 52,2 Prozent waren verheiratete, zusammenlebende Paare, 19,1 Prozent waren allein erziehende Mütter und 23,3 Prozent waren keine Familien. 21,4 Prozent waren Singlehaushalte und in 11,3 Prozent lebten Menschen im Alter von 65 Jahren oder darüber. Die durchschnittliche Haushaltsgröße betrug 2,92 und die durchschnittliche Familiengröße betrug 3,38 Personen.
31,6 Prozent der Bevölkerung war unter 18 Jahre alt, 8,9 Prozent zwischen 18 und 24, 23,4 Prozent zwischen 25 und 44, 21,7 Prozent zwischen 45 und 64 und 14,4 Prozent waren 65 Jahre alt oder älter. Das Medianalter betrug 34 Jahre. Auf 100 weibliche Personen kamen 94,2 männliche Personen und auf 100 Frauen im Alter von 18 Jahren oder darüber kamen 89,9 Männer.
Das jährliche Durchschnittseinkommen eines Haushalts betrug 18.622 USD, das Durchschnittseinkommen einer Familie betrug 22.473 USD. Männer hatten ein Durchschnittseinkommen von 23.051 USD, Frauen 16.103 USD. Das Prokopfeinkommen betrug 10.234 USD. 36,9 Prozent der Familien und 40,2 Prozent der Einwohner lebten unterhalb der Armutsgrenze.

## Städte und Ansiedlungen
- Encino
- Falfurrias
- Flowella
- Kelsay
- Rachal